# Lua Ui Vaha
Lua Ui Vaha (auch: Luaʻui) ist eine unbewohnte Insel in der tonganischen Inselgruppe Vavaʻu.

## Geographie
Lua Ui Vaha ist ein kleines Inselchen zwischen Muʻomuʻa, Lua Hiapo und Lua Ui. Die Insel ist kaum mehr als ein Riff.

## Klima
Das Klima ist tropisch heiß, wird jedoch von ständig wehenden Winden gemäßigt. Ebenso wie die anderen Inseln der Vavaʻu-Gruppe wird Lua Ui Vaha gelegentlich von Zyklonen heimgesucht.